# Flora de Portugal

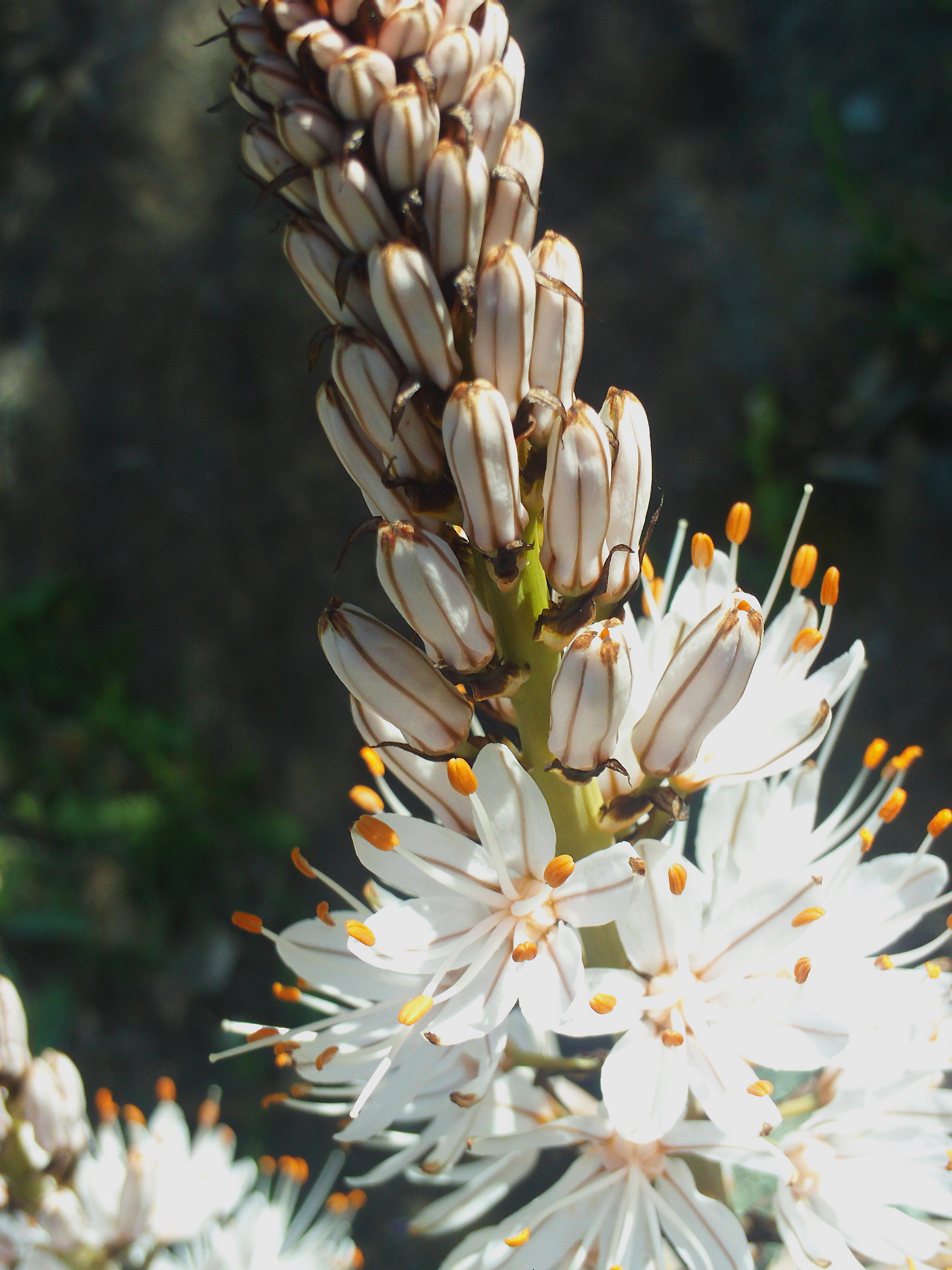
Asphodelus ramosus

A vegetação de Portugal é composta por uma diversidade de espécies atlânticas, europeias, mediterrânicas e africanas. De acordo com Instituto da Conservação da Natureza e da Biodiversidade (ICNB) foram encontradas (até agora) mais de 3.995 espécies em Portugal, sendo 3314 no continente, 1006 no Arquipélago dos Açores e 1233 na Madeira. A lista seguinte contém as plantas putamicas para Portugal Continental, Ilhas dos Açores e Ilha da Madeira:
- Agrostis botelhoi
- Asphodelus ramosus
- Congestiflora
- Agrostis gracililaxa
- Ammi trifoliatum
- Angelica lignescens
- Arceuthobium azoricum
- Azorina vidalii
- Bellis azorica

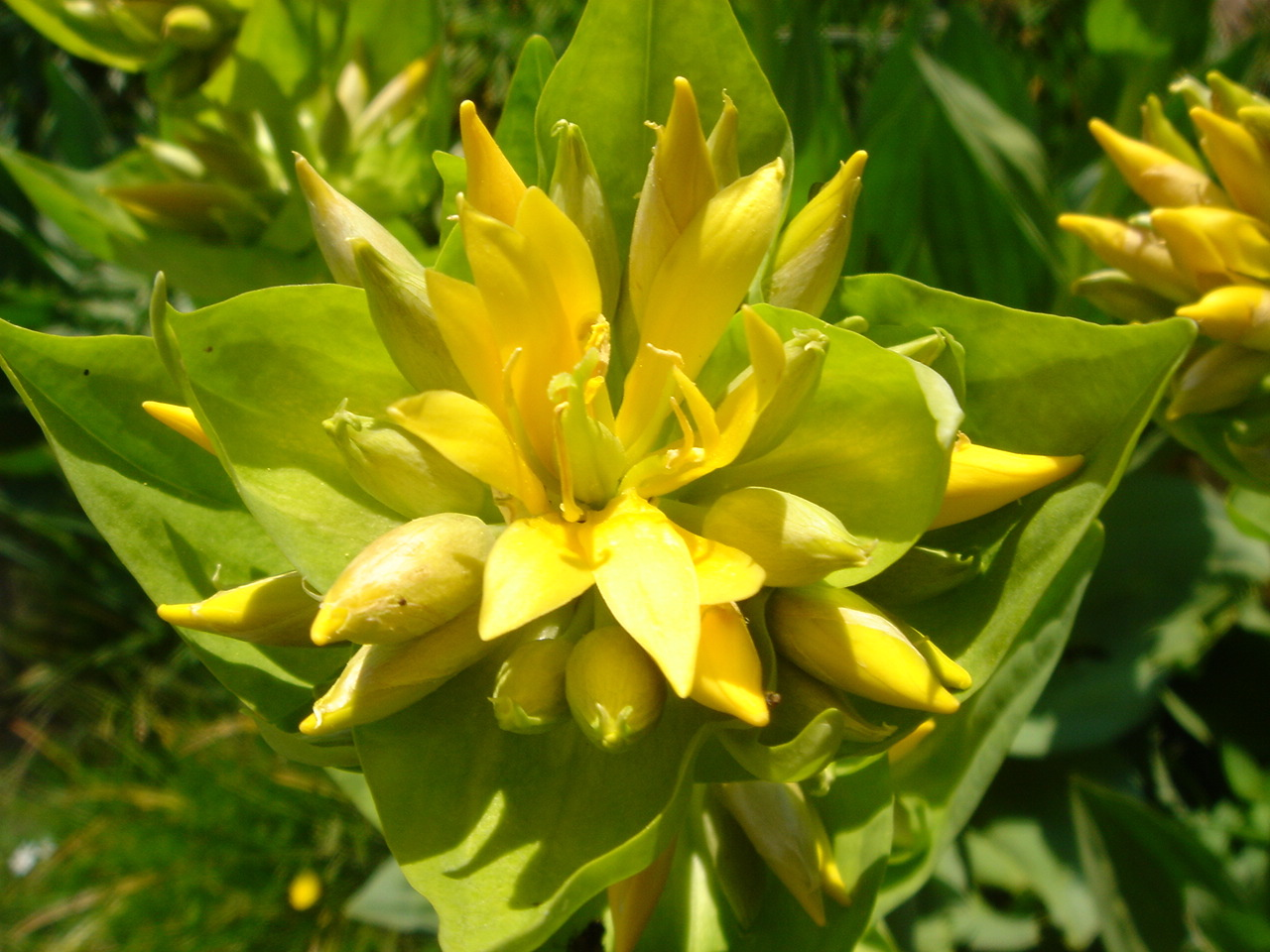
Gentiana lutea.

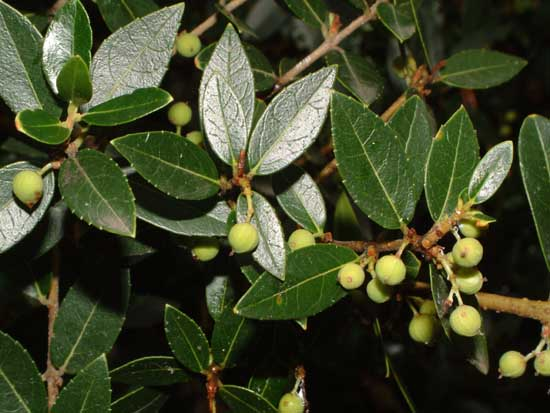
Phillyrea latifolia.

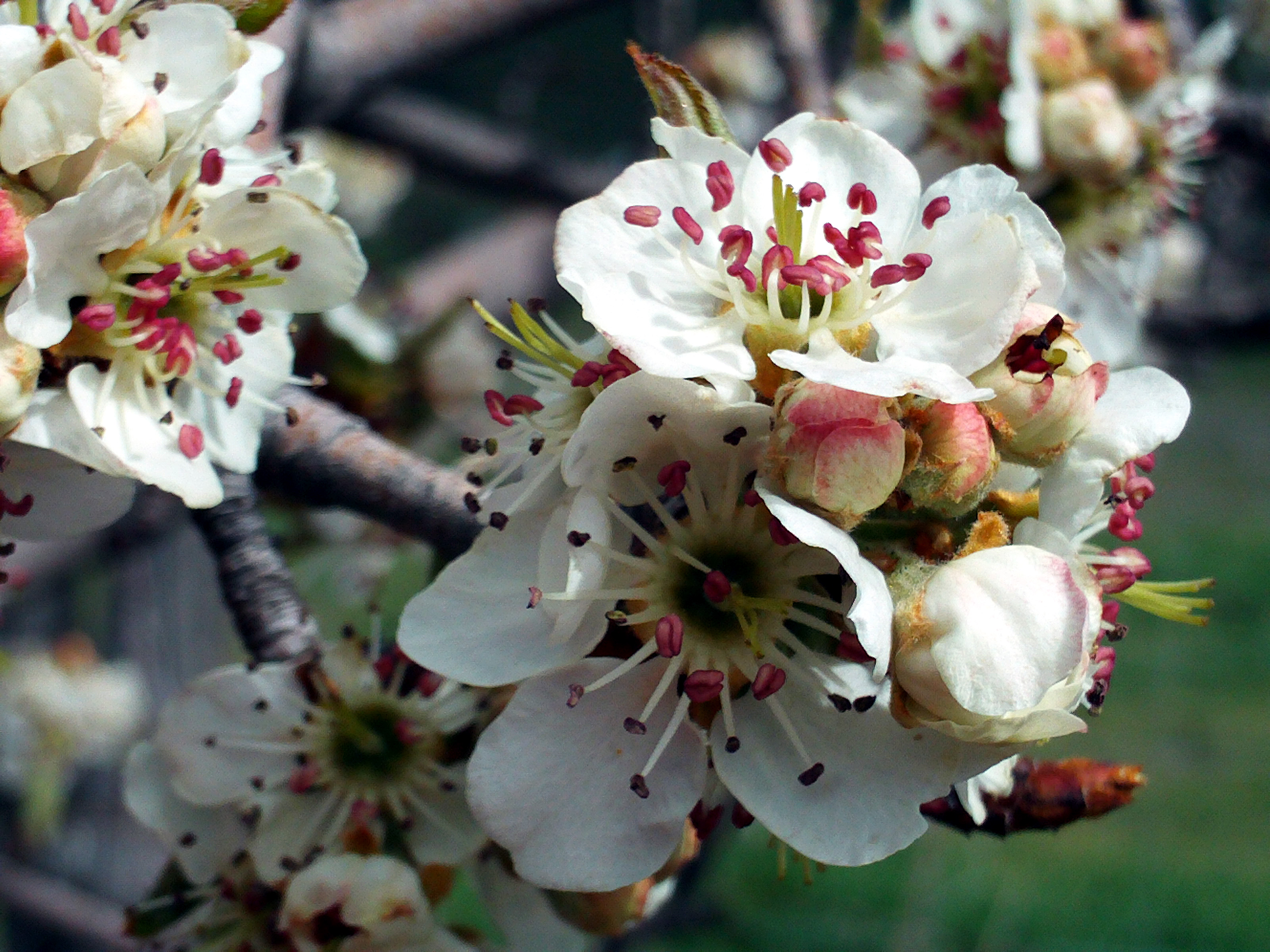
Pyrus bourgaeana.

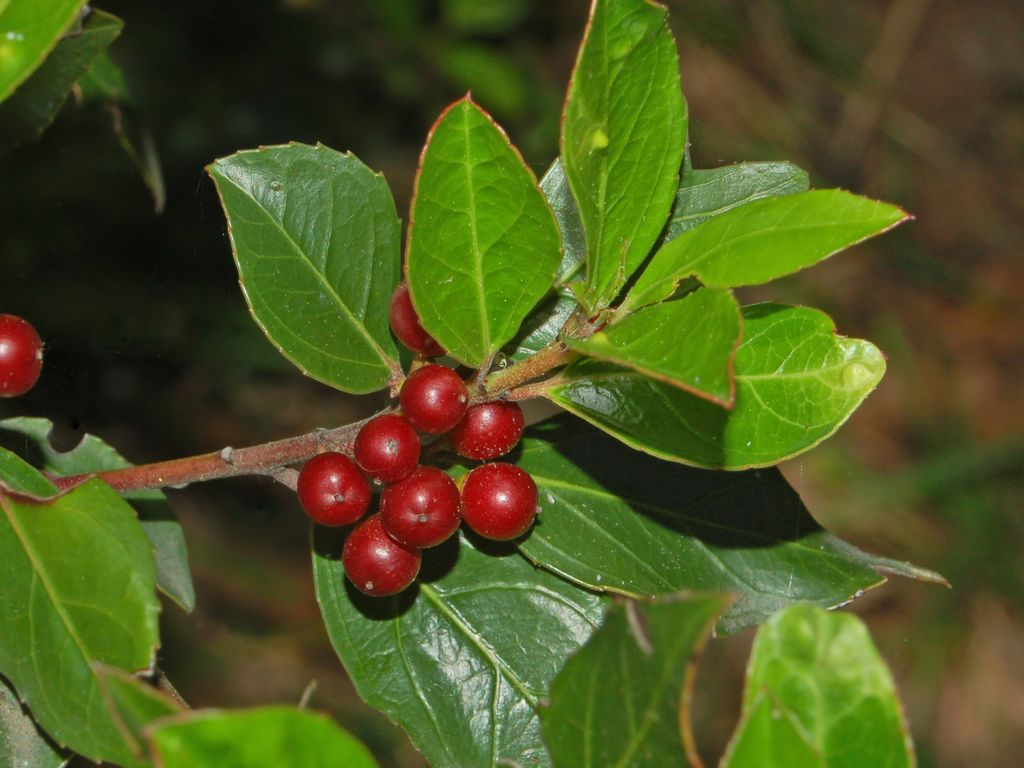
Rhamnus alaternus.

- Biscutella sempervirens subsp. vicentina
- Cardamine caldeirarum
- Chamaemeles coriacea
- Echium candicans
- Gentiana lutea
- Hypericum foliosum
- Iberis procumbens subsp. microcarpa
- Juniperus brevifolia
- Linaria bipunctata subsp. glutinosa
- Marcetella maderensis
- Marsilea azorica
- Pericallis malvifolia
- Picconia azorica
- Phillyrea latifolia
- Platanthera micrantha
- Prunus azorica
- Pyrus bourgaeana
- Rhamnus alaternus
- Rosa mandonii
- Rubus grandifolius
- Rubus hochstetterorum
- Thymus lotocephalus
- Tolpis azorica

## Famílias

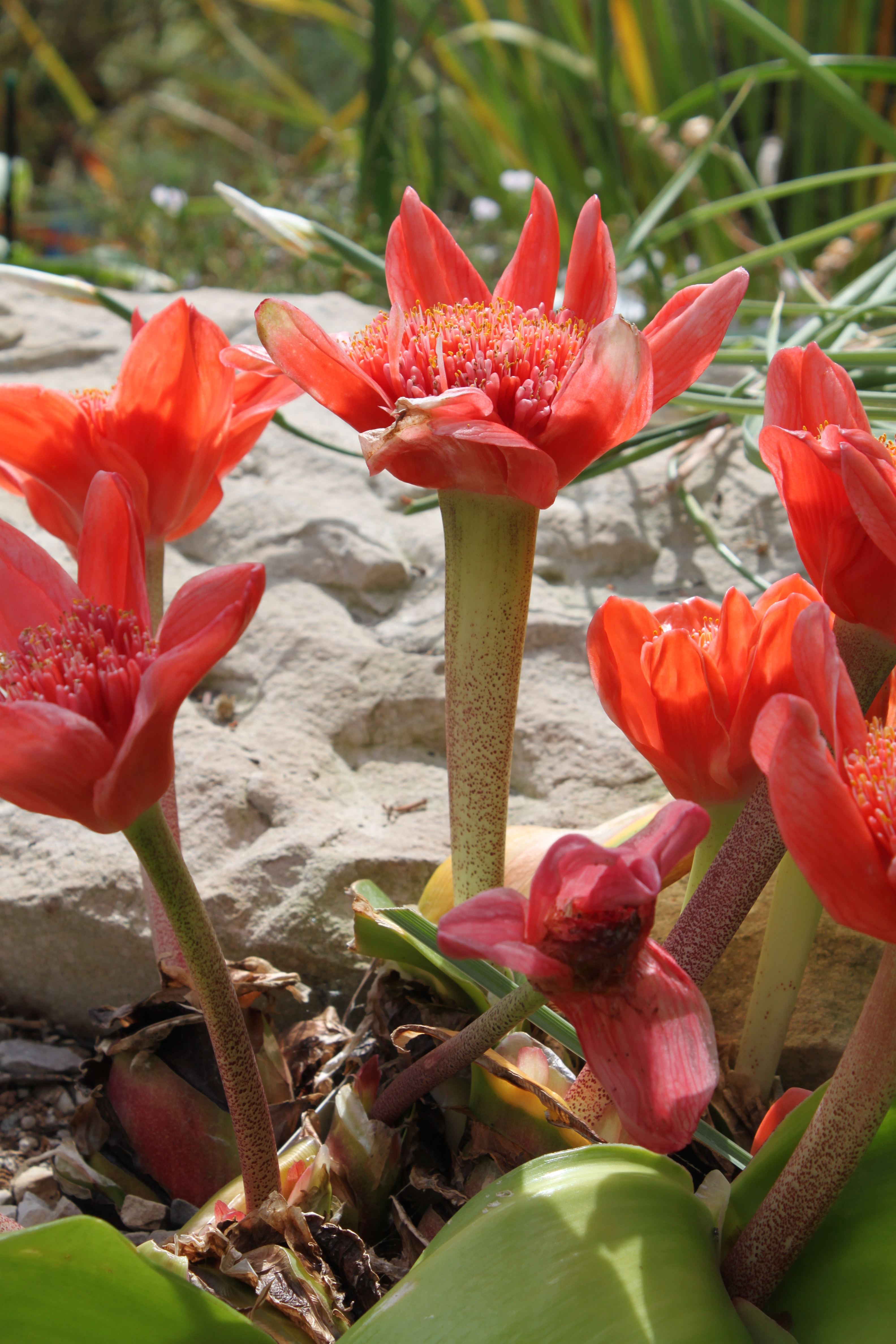
Espécie da família Amaryllidaceae.

Com base em uma pesquisa realizada por 18 botânicos foram encontradas as seguintes famílias na flora portuguesa:
- Amaryllidaceae
- Asteraceae
- Cyperaceae
- Crassulaceae
- Juncaceae
- Iridaceae
- Orchidaceae
- Orchidaceae
- Poaceae
- Callitrichaceae
- Lamiaceae
- Rhamnaceae
- Dioscoreaceae
- Myrtaceae
- Asphodelaceae
- Plumbaginaceae
- Violaceae
- Ulmaceae
- Fagaceae
- Lauraceae